# Хайфи
Термин ха́йфи (Hyphy, /ˈhaɪfiː/ HY-fee) на сленге Окленда обозначает «гиперактивный». В частности, это слово обозначает направление хип-хопа Западного побережья, зародившееся в начале 2000-х годов в Области Залива Сан-Франциско, а также уличную культуру, связанную с этой локацией. В музыку этот термин ввёл оклендский рэпер Keak da Sneak.

## Описание
Хайфи как музыкальный стиль очень разнообразен, потому что в основе представляет собой смесь западного стиля mobb music и южных стилей кранка или трэпа, с которыми он часто сравнивается из-за своей сильной схожести. Хайфи отличают резкие и громкие ритмы. Существует несколько концепций сочетания элементов в хайфи звуке:
- Идёт большой упор на драм-машинную составляющую, а mobb music элементы являются вспомогательными (чаще всего в виде басов и синтезаторов), а то и вовсе отсутствуют. Из-за этого такой хайфи звук можно легко спутать с исходящими кранком или трэпом. Эта концепция является наиболее востребованной ещё со времён расцвета этого стиля, что продолжается и по сей день.
- Приоритет отдаётся mobb music элементам, а от драм-машины остаются лишь ударные или короткие сгенерированные звуки. Часто используется рэпером Messy Marv.
- Фанк и кранк/трэп элементы присутствуют в равной мере. Эта концепция была первоначальной и использовалась на момент зарождения стиля.

С технической точки зрения, для этого направления характерно использование таких музыкальных инструментов как семплеров — устройств, позволяющих генерировать новые звучания путём повторения, трансформации или смешивания предварительно записанных естественных звуков; вертушек — синтезаторов, обычно с клавиатурой, позволяющих музыканту извлекать искусственно синтезируемый звук с определёнными характеристиками, в том числе — имитирующий звучание живых инструментов, а также различных ударных инструментов

## Хайфи как культура
Помимо музыкального стиля, в хайфи культуру включаются и другие элементы. Среди них нелегальные автомероприятия, называемые сайдшоу (англ. sideshows). На них один или несколько автомобилей на публику, проезжая на большой скорости вокруг толпы, выполняют «бублики». На сайдшоу некоторые зрители нередко получают серьёзные травмы в ходе инцидентов, а для водителей автомобилей из-за неопытности есть большой риск для аварии.
Зачастую в ходе сайдшоу или вообще на улицах Области Залива Сан-Франциско используется трюк гоуст райдинг (англ. ghost riding). Суть гострайдинга заключается в том, что водитель или пассажиры высовываются из окон автомобиля во время его движения или держатся за него снаружи. Иногда практикуются танцы рядом с пустым автомобилем, пока тот также находится в движении
Другой элемент хайфи культуры — стиль танцев тёрф дэнсинг (англ. turf dancing), представляющий собой быстрые и энергичные движения как ногами, так и руками, нередко с подпрыгиваниями и изображениями чего-либо. Главной особенностью тёрф дэнсинга является то, что у каждого из районов городов по всей Северной Калифорнии есть свой свой собственный вариант исполнения танца.

## История
Хайфи культура, если не считать музыкального стиля, возникла в конце 80-х-конце 90-х годов в Восточном и Западном Окленде, а в начале 2000-х приобрела популярность по всей Области Залива Сан-Франциско. Возникновение хайфи как музыки запутанно. Большинство полагает, что основателем стиля является рэпер и продюсер Keak da Sneak, который также дал ему название. В таком случае, первым хайфи альбомом принято считать его второй релиз «Hi-Tek» 2001 года. Однако некоторые полагают, что первым хайфи исполнителем стал продюсер из Сан-Хосе Traxamillion, принявший участие в таких хитах, как «Sideshow» из его дебютного альбома, «Super Hyphy» Keak Da Sneak, «San Francisco Anthem» San Quinn и многих других. Существует выражение «get hyphy», которая обозначает ситуацию, в которой человек энергично, быстро и громко танцует рядом с другими. Эта фраза похожа на выражение «get crunk», которое используется в южном хип-хопе. Безбашенное и энергичное поведение является основой для участников хайфи движения.
Хайфи культура стала устоявшейся для Северной Калифорнии с начала 90-х годов. В Области Залива Сан-Франциско (особенно в Восточном Окленде) регулярно проводятся мероприятия, называемые «сайдшоу», на которых незаконно выступают автоводители, а остальные смотрят на их действия. Действия водителей включают в себя «бублики», гострайдинг и уличные гонки, в то время как другие присутствующие танцуют рядом. Гострайдинг нередко оказывается для участников сайдшоу смертельно. Большую роль в популяризации хайфи оказал в начале 2006 года рэпер из Вальехо E-40, выпустивший альбом «My Ghetto Report Card» с соответствующим звуком. Альбом дебютировал на третьем месте в чарте Billboard 200, а также получил золотой статус от RIAA, продавшись в 500,000 копий. Это стало новой возможностью для донесения хайфи звука общенациональной аудитории. Хайфи стиль стал также популярным в Портленде (штат Орегон) и Сиэттле.
Для многих местных жителей Области Залива Сан-Франциско умерший в 2004 году рэпер из Вальехо Mac Dre аналогично рассматривается как один из первопроходцев и популяризаторов этого стиля и культуры. В его специальном шоу «Treal TV», выходившем на DVD, было представлено всё, что связано с культурой: от происходящего на сайдшоу до уличного сленга. Созданное Mac Dre танцевальное движение «thizzle dance» получило широкую популярность. Многие современные исполнители, такие как Drake и DJ Mustard, отдают дань уважения Mac Dre из-за его огромного влияния на их музыкальную карьеру. Лейбл Mac Dre Thizz Entertainment открыл свет на многих талантливых исполнителей, таких как Mistah F.A.B., J-Diggs и J. Stalin.

## В современности

### Современный хайфи
Хайфи и по сей день и остаётся одним из наиболее востребованных стилей Западного побережья. Хайфи культура вообще также процветает и не теряет своей актуальности. Среди современных хайфи рэперов их Области Залива Сан-Франциско, добившихся большого успеха, можно упомянуть Lil B, члена группы The Pack из Бёркли. Lil B создал из себя своеобразный «культ» в Интернете через социальные сети, такие как Twitter, YouTube и MySpace. Lil B известен своим массовым выпуском микстейпов, альбомов и мини-альбомов в хайфи стиле и большим количеством композиций. В одном из треков в своём микстейпе «Black Ken» Lil B даже спародировал грубый флоу Keak Da Sneak. Также следует выделить коллектив HBK Gang из Ричмонда, в который входят отдельные участники Iamsu!, Sage the Gemini и P-Lo, и группу из Вальехо SOB X RBE. Их песня «Paramedic!» вошла в созданный Кендриком Ламаром саундтрек к фильму «Чёрная пантера» 2018 года.
В марте 2022 года был выпущен документальный фильм о хайфи движении We Were Hyphy от режиссёра-документалиста из Области залива Сан-Франциско Лоуренса Мадригала. В нём приняли участие многие известные хайфи исполнители, в том числе Keak da Sneak, Mistah F.A.B. и Rick Rock. В фильме также участвовали современные музыканты, в том числе и G-Eazy, Kamaiyah и P-Lo.

### Влияние на других исполнителей и стили хип-хопа
Как ни странно, хайфи оказал огромное влияние на хип-хоп сцену Южной Калифорнии. В конце 2000-х-начале 2010-х появился новый образованный от него быстрый клубно-ориенировочный стиль джёркинг, который стал использоваться среди рэперов округа Лос-Анджелес. От хайфи его отличает использование фанковых элементов не из mobb music, а из джи-фанка. Впоследствии джёркинг стал не только музыкальным стилем, но и самостоятельной культурой. В Лос-Анджелесе появился аналог сайдшоу, называемый тэйковерами (англ. takeovers), а также был разработан одноимённый танец-джёркинг. Позже в начале 10-х джёркинг стал больше ориентированным на улицы и получил название гэнгслайдинг, став одним из наиболее востребованным наряду с хайфи звуком современного хип-хопа Западного побережья. У гэнгслайдинга появился производный стиль, придуманный DJ Mustard, известный как рэчет. Гэнгслайдинг, как и рэчет, сыграли большую роль в продолжении популяризации современного калифорнийского хип-хопа. DJ Mustard спродюсировал синглы множества популярных исполнителей, в том числе и «Rack City» Tyga, «Who Do You Love?» и «My Nigga» YG (как и большую часть его дебютного альбома 2014 года «My Krazy Life»), «Paranoid» Ty Dolla $ign и «Show Me» Kid Ink.
В ноябре 2011 года канадский хип-хоп исполнитель Drake выпустил песню «The Motto» с гостевым участием Lil Wayne, с которым они являются общими подписантами лейбла Young Money. Трек был выпущен в качестве четвёртого сингла к его альбому «Take Care». На звучание (спродюсированное T-Minus) большое влияние оказал хайфи стиль. Песня получила коммерческий успех в США. По состоянию на апрель 2013 года в США было продано 3,113,000 копий. На успех могло сыграть использование популярной в то время фразы YOLO. Песня возглавила чарт US Hot R&B/Hip-Hop Songs и US Rap Songs, а также заняла 20-е место в последнем в том году Billboard Hot 100. «The Motto» также был номинирован на лучшую рэп-песню на 55-й церемонии вручения премии «Грэмми». Музыкальное видео на песню было выпущено 10 февраля 2012 года. В нём также эпизодически появились хайфи исполнители E-40 и Mistah F.A.B. Вступление открывает мать Mac Dre, Ванда Сальватто. Сальватто также сказала в интервью Complex Media в 2016 году о том, что Drake рассказывал ей, как Mac Dre повлиял на него, когда ему было 15 лет, и как это было важно для него.
Популярность хайфи положило начало другому стилю, зародившемуся в Области Залива Сан-Франциско, известному как R&Bass. Этот стиль, придуманный продюсером J Maine, приобрело широкую популярность, особенно в Интернете. R&Bass сочетает в себе хайфи звук вместе с современным R&B, что обеспечивает привлекательность для поклонников и того, и другого. Такие исполнители, как John Hart, Rayven Justice и продюсеры, к примеру, Christopher Dotson, придерживаются R&Bass звучания. Кроме того, благодаря появления R&Bass было создано множество совместных работ с хайфи рэперами, включая E-40.

### Влияние на электронику и поп-музыку
Из-за узнаваемости производного от хайфи рэчет-стиля DJ Mustard и схожести его синглов множество исполнителей, которые используют похожее звучание, подверглось критике за неоригинальность, а иногда и за плагиат. Причём одними из таких работ был возглавивший чарт 2014 года сингл Iggy Azalea «Fancy» и дебютный сингл рэпера Jidenna, который семплирует эту же песню. Популярность стиля Mustard стала выходить за рамки хип-хопа. В 2012 году электронная танцевальная музыка (EDM), которая включала в себя элементы южного трэпа, начала набирать популярность и использовать фрагменты от схожих с ним стилей, включая хайфи. Это же касалось и дэнсхолл музыки из Ямайки. В этом получившимся жанре EDM-трэп используются звуки, свойственные для техно, даба, хауса в сочетании с барабанными семплами от драм-машины Roland TR-808 и вокальными семплами, свойственными для трэпа и иногда хайфи.
В декабре 2013 года французский продюсер DJ Snake и южный рэпер из Атланты Lil Jon выпустили сингл «Turn Down for What», который стал хитом в коммерческом плане и попал в чарты нескольких стран. Он также был вирусным хитом на протяжении всего 2014 года. Звучание песни заимствует элементы из кранк и хайфи треков. Журнал Rolling Stone назвал «Turn Down for What» второй лучшей песней 2014 года.
Успех «Turn Down for What» задал стандарт EDM трэпу и даже поп-музыке в середине 2010-х. На этот сингл оказала влияние и хайфи музыка. Среди схожих песен были совместная работа DJ Snake и Major Lazer «Lean On», спродюсированный Skrillex сингл Джастина Бибера «Sorry» и попавшая в топ-чарт в 2016 году песня «Closer» американского дуэта диджеев The Chainsmokers.

## Некоторые представители стиля
- Beeda Weeda
- Clyde Carson
- DJ King Assassin
- Dubee
- E-40
- The Federation
- Husalah
- Iamsu!
- J-Diggs
- J. Stalin
- The Jacka
- Kaz Kyzah
- Keak da Sneak
- Lil B
- Mac Dre
- Mayne Mannish
- Mistah F.A.B.
- Messy Marv
- Nump
- The Pack
- Sage the Gemini
- Stressmatic
- The Team
- Too Short
- Traxamillion
- Turf Talk
- Young L
- Yukmouth
- Zion I (не на постоянной основе)